# Modroobročkasta hobotnica
Rod modroobročkastih hobotnic (znanstveno ime Hapalochlaena) združuje vsaj tri vrste hobotnic, ki prebivajo v morskih plitvinah v Tihem in Indijskem oceanu, natančneje v območju, ki se razteza od Japonske do Avstralije. Kljub njihovi majhnosti in relativno pokorni naravi spadajo med najbolj strupene živali na svetu, obenem pa so tudi najbolj strupene hobotnice na svetu. Sicer se prehranjujejo z manjšimi živalmi, kot so raki, vendar lahko ugriznejo tudi človeka v primeru, da se počuti ogroženo oz. izzvano ali če stopi nanjo.

## Vrste
Rod je prvi opisal britanski zoolog Guy Coburn Robson leta 1929. Obstajajo tri potrjene vrste, in sicer:
- velika modroobročkasta hobotnica (Hapalochlaena lunulata), ki prebiva v glavnem v tropskih vodah ob severni in zahodni Avstraliji;
- južna modroobročkasta hobotnica (Hapalochlaena maculosa), ki prebiva v južnih predelih in ima manjše obročke in nima razvite črnilne žleze;[6]
- modročrtasta hobotnica (Hapalochlaena fasciata), ki prebiva v jugovzhodni okolici Queenslanda, na glavi pa ima namesto obročkov modre črte.

V isti rod naj bi spadala še Hapalochlaena nierstraszi, ki prebiva v zahodnem Pacifiku, blizu meje z Indijskim oceanom, prvi primerek iz Bengalskega zaliva pa je bil opisan leta 1938.

## Telesne značilnosti
Glavna značilnost hobotnic so modri obročki, ki so prisotni tako na glavi kot tudi na vseh osmih lovkah (tentaklih). V dolžino merijo do 20 cm, tehtajo do 100 g (odvisno od vrste), lovke pa so odrinjene vstran. Kot pri vseh hobotnicah se lahko močno poškodovana lovka obnovi (regenerira).
Vrste se lahko med seboj loči že po barvnem vzorcu. Pomembno je omeniti, da so v stanju mirovanja hobotnice zakamulflirane v barvi okolja, kar jih omogočajo njihove kromatofore v koži, barvni vzorci (tj. modri oz. vijolični obročki/črte) pa se pojavijo v primeru ogroženosti kot opozorilo plenilcu/napadalcu in celo utripajo. Pri H. lunulata je ozadje telesa temno-rjavo ali sivo, površina kože pa je groba. Na lovkah in hrbtni (dorzalni) strani plašča so prisotni iridescenčni modri obročki, ki imajo premer do 8 mm, njihovo število pa je manjše od 25. Značilna je tudi horizontalno potekajoča črta v bližini očes. V primeru ogroženosti postanejo obročki debelejši in svetlejši ter utripajo, ozadje telesa postane zlato-rumeno ali temno oranžno, koža pa bolj gladka. Ime »velika« modroobročkasta hobotnica se nanaša na velikost obročkov in ne na velikost telesa. Pri H. maculosa so obročki namreč manjši, tj. imajo premer do 2 mm, so pa zato številnejši (od 50-60). Prisotne so tudi manjše izbokline na glavi in plašču. Pri H. fasciata je ozadje telese svetlo sive ali bež barve, v aktivnem stanju pa potemni. Za razliko od omenjenih vrst pri tej na dorzalni strani plašča in glavi niso prisotni obročki, pač pa modre črte, ki pa se lahko pojavijo tudi na lovkah.

## Življenjski prostor in navade
Življenjski prostor zajema večinoma tople in plitve obalne vode Avstralije, Nove Gvineje, Indonezije in Filipinov do globine 30 m. Skrivajo se v kamnitih grebenih, lupinah školjk in celo v konzervah.

### Prehranjevanje
Modroobročkaste hobotnice so mesojedi (karnivori) in lovijo podnevi. Večinoma se prehranjujejo z manjšimi nevretenčarji, kot so prave kozice, rakovice in raki samotarji, ter s poškodovanimi ribami. Plen ulovi z lovkami in ga nato ugrizne, pri čemer ga ohromi s pomočjo toksina, ki je prisoten v slini. Pri rakih in drugih živalih, ki imajo trdi zunanju skelet (eksoskelet), hobotnice slednjega strejo s strgačo (radulo) nato pa posesajo mehkejšo in užitno vsebino.
Obstajajo tudi primeri kanibalizma, kjer so mladiči pojedli druge mladiče v celoti, odrasli osebki pa delno druge osebke. Redkeje lahko samica ubije in poje samca po parjenju.

## Razmnoževanje in življenjski cikel
Parjenje (kopulacija) se začne, ko samec zgrabi plašč samice, pri čemer nato prenese spermije preko hektokotila v plaščno votlino. Parjenje navadno poteka več minut ali celo več ur, samica H. lunulata pa mora celo sama s silo prekiniti parjenje. Samica nato poišče varno mesto v manjši luknji, lupini školjke ali celo odvržene konzerve in izleže od 50-200 jajčec v času pozne jeseni, ki so velika ≈6,0-7,5 x 3,0 mm, odporna proti zunanjim pritiskom in enkapsulirana; v smislu velikosti jajčec je izjema le H. lunulata, katere jajčeca so manjša, tj. od 2,5-3,5 mm. Samica ves čas varuje jajčeca in občasno odstrani naravni debris (tj. kamenje, organski ostanki itd.) iz jajčec s pomočjo curka vode, ki ga ustvari preko svojega lijaka (sifona). Do konca izvalitve mladičev, ki traja približno 2 meseca, se samica ne prehranjuje, po izvalitvi pa kmalu pogine. Proces odraščanja traja še nadaljnje 4 mesece. Življenjska doba traja približno 1 leto in pol do 2 leti.

## Strupenost

### Ugriz in opis toksina
Modroobročkaste hobotnice navadno niso agresivne in napadejo samo, če so izzvane. Žleze slinavke vsebujejo dovolj toksina za ohromljenje (paralizo) 10-26 ljudi. Sam ugriz je relativno neboleč in se ga lahko spregleda.
Pri žrtvah ugriza se sprva pojav otopelost ter občutek mravljinčenja na področju obraza in vratu v roku nekaj minut. Nato se pojavijo motnje govora in vida, čemur sledi oteženo dihanje, včasih pa tudi bruhanje. Oslabelosti in motnjami koordinacije navadno sledi omedlevica (sinkopa) ter ohromelost mišic, pri čemer lahko žrtev umre že v roku 30 minut zaradi paralize dihalnih mišic, saj slednje privede do pomanjkanja preskrbe tkiv s kisikom (O2) oz. hipoksije. Znaka pomanjkanja kisika sta tudi cianoza in nizek krvi tlak (hipotenzija). Žrtev lahko ostane popolnoma prisebna, vendar se ne more pogovarjati zaradi ohromelosti mišic.
Sam toksin je mešanica različnih snovi, med katerimi je glavna sestavina nevrotoksični alkaloid tetrodotoksin (TTX), ki blokira napetostno-odvisne natrijeve kanalčke. Druge pomembne sestavine so še 5-hidroksitriptamin, hialuronidaza, tiramin, histamin, triptamin, oktopamin (biogeni amin, ki je podoben noradrenalinu), taurin, acetilholin (ACh) in dopamin. TTX je bil sprva poimenovan kot makulotoksin, tako da sta oba termina sopomenki.
Toksin hobotnice v resnici ne proizvajajo same, pač pa simbiotske bakterije, ki prebivajo v žlezah slinavkah. Mati prenese bakterije mladičem, tako da že sama jajčeca vsebujejo smrtnosno dozo toksina.

### Zdravljenje in preventiva
Najbolj učinkovita zaščita pred ugrizom je pravzaprav izogibanje stika s tovrstno hobotnico: do večina ugrizov je namreč prišlo ravno zaradi namernega dotika, razlogi za to pa so seveda največkrat radovednost, želji po preučevanju in ujetništvu ipd. Protistrup (antidot) za toksin modroobročkaste hobotnice ne obstaja.
V primeru ugriza je v okviru prve pomoči potrebno pritiskati na rano za oviranje pretoka krvi in s tem nadaljnjo širjenje toksina po telesu ter umetno predihovanje zaradi paralize dihalnih mišic. Ohromelost, ki jo povzroča tetrodotoksin, lahko traja od 4 do 22 ur; v tem času ga telo torej presnovi in izloči.
Kljub prvi pomoči je potrebna hospitalizacija žrtve zaradi stalnega zagotavljanja umetnega dihanja do prenehanja delovanja toksina. Najbolj ogroženo skupino predstavljajo otroci. Žrtve, ki preživijo prvih 24 ur, navadno okrevajo popolnoma brez trajnih posledic.